# Sabrosa
Sabrosa é uma vila portuguesa localizada na sub-região do Douro, pertencendo à região do Norte e ao distrito de Vila Real. 
É sede do município de Sabrosa que tem uma área total de 156,92 km2, 5.548 habitantes em 2021 e uma densidade populacional de 35 habitantes por km2, subdividido em 12 freguesias. O município é limitado a norte pelo município de Vila Pouca de Aguiar, a leste por Alijó, a sueste por São João da Pesqueira, a sul por Tabuaço e Armamar e a oeste pelo Peso da Régua e por Vila Real.
De todas as freguesias, apenas Parada do Pinhão, São Lourenço de Ribapinhão e Torre do Pinhão não estão inseridas na Região Demarcada do Douro. A 14 de dezembro de 2001, a UNESCO integrou o Alto Douro Vinhateiro na lista de locais considerados património mundial na categoria de “Sítios Mistos”, englobando áreas do município.
Sabrosa é um município com fortes ligações à Europa e principalmente a França e Espanha, com as quais mantém as geminações com as vilas de Cadaujac, terra de vinhedos, e Guetaria, local de nascimento de Juan Sebastián Elcano, companheiro de Fernão de Magalhães que terminou a viagem de Circum-navegação.
Precisamente por ser, segundo a tradição local, berço de Fernão de Magalhães, Sabrosa tem também desenvolvido relações privilegiadas com as Filipinas, Chile, Argentina, Brasil, o que tem permitido projetar mundialmente este concelho, o Douro e Portugal.
No município subsistem ainda alguns artesãos dedicados que trabalham nas áreas das rendas, tanoaria, cestaria, marcenaria, tamancaria e queijaria. Como terra transmontana, também em Sabrosa se pode apreciar a boa gastronomia de onde se salientam o cabrito assado com arroz de forno, o cozido à portuguesa, a bola de carne, os enchidos tradicionais, o pão-de-ló, as cavacas altas e as cavaquinhas e os afamados vinhos do Douro e vinhos do Porto.

## Freguesias

Freguesias do município de Sabrosa.

O município de Sabrosa está dividido em 12 freguesias:
- Celeirós
- Covas do Douro
- Gouvinhas
- Paços
- Parada do Pinhão
- Provesende, Gouvães do Douro e São Cristóvão do Douro
- Sabrosa
- São Lourenço de Ribapinhão
- São Martinho de Anta e Paradela de Guiães
- Souto Maior
- Torre do Pinhão
- Vilarinho de São Romão

#### Antigas Freguesias, extintas em 2013
- Gouvães do Douro
- Paradela de Guiães
- Provesende
- São Cristóvão do Douro
- São Martinho de Anta

#### Aldeias anexas
- Abrecovo, Gouvinhas
- Antas, São Martinho da Anta
- Donelo, Covas do Douro
- Fermentões, Paços
- Garganta, São Martinho de Anta
- Monte dos Carrujos, Torre do Pinhão
- Ordonho, Gouvinhas
- Paradelinha, Vilarinho de São Romão
- Paredes, São Lourenço de Ribapinhão
- Pinhão Cel, Torre de Pinhão
- Roalde, São Martinho de Anta
- Saudel, São Lourenço de Ribapinhão
- Sobrados, Paços
- Vilar de Celas, São Lourenço de Ribapinhão
- Vilarinho, Parada do Pinhão
- Vilela, Paços

## História
Apesar de somente ser concelho desde 6 de novembro de 1836, todo o território de Sabrosa está pejado de vestígios da ocupação de diferentes povos e culturas, sendo alguns dos mais antigos os que remontam à pré-história recente.
Foi precisamente durante este período que se construíram as dezenas de mamoas, estruturas funerárias neolíticas, que foram identificadas no nosso território e das quais se destaca a mamoa 1 de Madorras, na Serra da Padrela (Arcã), pela sua monumentalidade e qualidade de preservação.
Também a vulgarmente chamada cultura castreja (Idade do Ferro) deixou vestígios na forma de castros, como o da Sancha ou Castelo dos Mouros, em Sabrosa e o Castro de S. Domingos de Provesende, localizados em sítios com boa visibilidade e boas defesas naturais que eram depois reforçadas com a construção de fossos e várias ordens de muralhas.
O Castro de Sabrosa terá sofrido ainda um processo de romanização, atestado pelo espólio encontrado do qual se destacam algumas moedas e uma epígrafe dedicada a Júpiter. No concelho existia ainda um cemitério lusitano-romano localizado na Freguesia de Provesende (Quinta da Relva), classificado como património de interesse público, mas destruído na década de 1950 por um arroteamento do terreno para plantação de uma vinha.
A maioria das povoações pertencentes ao concelho de Sabrosa remonta à Idade Média, pertencendo assim a concessão dos respetivos forais ao início da dinastia Afonsina, embora as suas origens sejam anteriores a 1143 (Fundação de Portugal), como é o caso de Provesende. Deste período restam ainda algumas sepulturas paleo-cristãs escavadas na rocha, localizadas na proximidade dos seguintes locais: Arcã, Vilar de Celas, Paredes, Provesende e Donelo.
No século XV, a documentação relativa a legados e valimentos surge com mais intensidade, denotando a existência de famílias nobres, no seio das quais, mais precisamente na Casa da Pereira, nasceu, segundo a tradição local, o navegador Fernão de Magalhães, a quem se devem os planos e a execução parcial da primeira viagem de circum-navegação da Terra.
O modo de vida destas famílias nobres pode ser hoje imaginado partindo da observação dos inúmeros solares e casas brasonadas que se distribuem pelo concelho, podendo ser apreciados em quase todas as povoações.
Com a prosperidade económica conseguida em virtude da produção e comércio de vinho, foi reforçado o poder e influência dessa nobreza levando a uma proliferação dos solares no século XVIII. Este arranque económico-social deveu-se sobretudo à criação, em 1756, da Região Demarcada do Douro, primeira no mundo, e à fundação da Companhia Geral da Agricultura das Vinhas do Alto Douro pelo Marquês de Pombal.
De todas as freguesias que constituem atualmente o concelho de Sabrosa, apenas Parada de Pinhão, São Lourenço de Ribapinhão e Torre do Pinhão não fazem parte da Região Demarcada do Douro.
A 14 de dezembro de 2001, a UNESCO integrou o Alto Douro Vinhateiro na lista de locais considerados património mundial na categoria de “Sítios Mistos”, englobando áreas do nosso município. 
Numa relação estreita com a história e arqueologia da vila de Sabrosa e de grande parte do município, a memória coletiva preservou, ao longo das gerações, um valioso património lendário, alvo de divulgação e estudo pelo escritor e etnógrafo Alexandre Parafita. Boa parte desse património é apresentada na obra Património Imaterial do Douro, vol. III.

## Evolução da população do município
★ Os Recenseamentos Gerais da população portuguesa tiveram lugar a partir de 1864, regendo-se pelas orientações do Congresso Internacional de Estatística de Bruxelas de 1853. Encontram-se disponíveis para consulta no site do Instituto Nacional de Estatística (INE). 
| Número de habitantes | Número de habitantes | Número de habitantes | Número de habitantes | Número de habitantes | Número de habitantes | Número de habitantes | Número de habitantes | Número de habitantes | Número de habitantes | Número de habitantes | Número de habitantes | Número de habitantes | Número de habitantes | Número de habitantes | Número de habitantes |
| -------------------- | -------------------- | -------------------- | -------------------- | -------------------- | -------------------- | -------------------- | -------------------- | -------------------- | -------------------- | -------------------- | -------------------- | -------------------- | -------------------- | -------------------- | -------------------- |
| 1864                 | 1878                 | 1890                 | 1900                 | 1911                 | 1920                 | 1930                 | 1940                 | 1950                 | 1960                 | 1970                 | 1981                 | 1991                 | 2001                 | 2011                 | 2021                 |
| 13 109               | 13 736               | 12 323               | 14 038               | 12 183               | 11 754               | 12 576               | 13 488               | 13 970               | 12 903               | 9 715                | 9 050                | 7 478                | 7 032                | 6 361                | 5 548                |

(Obs.: Número de habitantes "residentes", ou seja, que tinham a residência oficial neste município à data em que os censos  se realizaram.)
| Número de habitantes por grupo etário | Número de habitantes por grupo etário | Número de habitantes por grupo etário | Número de habitantes por grupo etário | Número de habitantes por grupo etário | Número de habitantes por grupo etário | Número de habitantes por grupo etário | Número de habitantes por grupo etário | Número de habitantes por grupo etário | Número de habitantes por grupo etário | Número de habitantes por grupo etário | Número de habitantes por grupo etário | Número de habitantes por grupo etário | Número de habitantes por grupo etário |
| ------------------------------------- | ------------------------------------- | ------------------------------------- | ------------------------------------- | ------------------------------------- | ------------------------------------- | ------------------------------------- | ------------------------------------- | ------------------------------------- | ------------------------------------- | ------------------------------------- | ------------------------------------- | ------------------------------------- | ------------------------------------- |
|                                       | 1900                                  | 1911                                  | 1920                                  | 1930                                  | 1940                                  | 1950                                  | 1960                                  | 1970                                  | 1981                                  | 1991                                  | 2001                                  | 2011                                  | 2021                                  |
| 0-14 Anos                             | 4 977                                 | 4 415                                 | 4 026                                 | 4 233                                 | 4 699                                 | 4 586                                 | 4 314                                 | 2 680                                 | 2 504                                 | 1 571                                 | 1 055                                 | 790                                   | 546                                   |
| 15-24 Anos                            | 3 340                                 | 2 197                                 | 2 325                                 | 2 310                                 | 2 352                                 | 2 605                                 | 2 226                                 | 1 620                                 | 1 551                                 | 1 170                                 | 978                                   | 654                                   | 499                                   |
| 25-64 Anos                            | 6 166                                 | 4 994                                 | 4 844                                 | 5 226                                 | 5 540                                 | 5 846                                 | 5 411                                 | 4 300                                 | 3 743                                 | 3 387                                 | 3 450                                 | 3 225                                 | 2 693                                 |
| = ou > 65 Anos                        | 763                                   | 772                                   | 737                                   | 748                                   | 751                                   | 945                                   | 952                                   | 1 115                                 | 1 252                                 | 1 350                                 | 1 549                                 | 1 692                                 | 1 810                                 |

(Obs: De 1900 a 1950 os dados referem-se à população "de facto", ou seja, que estava presente no município à data em que os censos se realizaram. Daí que se registem algumas diferenças relativamente à designada "população residente")

## Política

### Eleições autárquicas[8]
| Data | %       | V       | %       | V       | %            | V            | %              | V  | %              | V         | %              | V    | %              | V   | %              | V       | %  | V  | %  | V  | Participação |                |
| Data | PPD/PSD | PPD/PSD | CDS-PP  | CDS-PP  | FEPU/APU/CDU | FEPU/APU/CDU | PS             | PS | PCTP/MRPP      | PCTP/MRPP | AD             | AD   | IND            | IND | PSD-CDS        | PSD-CDS | BE | BE | CH | CH | Participação |                |
| ---- | ------- | ------- | ------- | ------- | ------------ | ------------ | -------------- | -- | -------------- | --------- | -------------- | ---- | -------------- | --- | -------------- | ------- | -- | -- | -- | -- | ------------ | -------------- |
| Data | 1976    | 42,11   | 3       | 36,55   | 2            | 7,34         | -              |    |                |           |                |      |                |     |                |         |    |    |    |    |              | 68,31 / 100,00 |
| 1979 | 61,24   | 4       |         |         | 6,22         | -            | 26,06          | 1  | 1,98           | -         | 76,56 / 100,00 |      |                |     |                |         |    |    |    |    |              |                |
| 1982 | AD      | AD      | AD      | AD      | 5,31         | -            | 26,96          | 1  |                |           | 62,54          | 4    | 71,78 / 100,00 |     |                |         |    |    |    |    |              |                |
| 1985 | 51,41   | 3       |         |         | 4,01         | -            | 40,08          | 2  |                |           | 72,42 / 100,00 |      |                |     |                |         |    |    |    |    |              |                |
| 1989 | 44,90   | 2       | 1,98    | -       | 49,05        | 3            | 73,51 / 100,00 |    |                |           |                |      |                |     |                |         |    |    |    |    |              |                |
| 1993 | 40,46   | 2       | 1,85    | -       | 53,59        | 3            | 71,93 / 100,00 |    |                |           |                |      |                |     |                |         |    |    |    |    |              |                |
| 1997 | 50,80   | 3       | 1,53    | -       | 1,72         | -            | 42,06          | 2  | 71,36 / 100,00 |           |                |      |                |     |                |         |    |    |    |    |              |                |
| 2001 | 53,08   | 3       |         |         | 1,35         | -            | 42,11          | 2  | 72,84 / 100,00 |           |                |      |                |     |                |         |    |    |    |    |              |                |
| 2005 | 32,63   | 2       | 0,95    | -       | 29,26        | 1            | 33,39          | 2  | 73,27 / 100,00 |           |                |      |                |     |                |         |    |    |    |    |              |                |
| 2009 | CDS-PP  | CDS-PP  | PPD/PSD | PPD/PSD | 1,18         | -            | 67,20          | 4  |                |           | 25,80          | 1    | 2,75           | -   | 66,24 / 100,00 |         |    |    |    |    |              |                |
| 2013 | 36,46   | 2       |         |         | 2,86         | -            | 55,74          | 3  |                |           |                |      | 64,73 / 100,00 |     |                |         |    |    |    |    |              |                |
| 2017 | 39,78   | 2       | 2,40    | -       | 53,33        | 3            | 64,03 / 100,00 |    |                |           |                |      |                |     |                |         |    |    |    |    |              |                |
| 2021 | 27,25   | 1       | 7,94    | -       | 1,35         | -            | 28,86          | 2  | 27,32          | 2         | 67,57 / 100,00 |      |                |     |                |         |    |    |    |    |              |                |
| 2021 | 27,25   | 1       | 7,94    | -       | 1,35         | -            | 28,86          | 2  | 2,99           | -         | 67,57 / 100,00 | 1,02 | -              |     |                |         |    |    |    |    |              |                |

### Eleições legislativas
| Data | %     | %     | %     | %    | %     | %     | %        | %     | %    | %     | %    | %   | %       | % | %  | %  |
| Data | PSD   | PS    | CDS   | PCP  | UDP   | AD    | APU/ CDU | FRS   | PRD  | PSN   | BE   | PAN | PSD CDS | L | CH | IL |
| ---- | ----- | ----- | ----- | ---- | ----- | ----- | -------- | ----- | ---- | ----- | ---- | --- | ------- | - | -- | -- |
| 1976 | 44,61 | 21,61 | 16,46 | 2,34 | 0,69  |       |          |       |      |       |      |     |         |   |    |    |
| 1979 | AD    | 21,02 | AD    | APU  | 1,07  | 62,56 | 5,08     |       |      |       |      |     |         |   |    |    |
| 1980 | AD    | FRS   | AD    | APU  | 0,61  | 65,87 | 4,76     | 18,60 |      |       |      |     |         |   |    |    |
| 1983 | 42,86 | 32,87 | 11,32 | APU  | 0,74  |       | 4,29     |       |      |       |      |     |         |   |    |    |
| 1985 | 40,37 | 28,29 | 10,42 | APU  | 0,98  | 5,44  | 6,94     |       |      |       |      |     |         |   |    |    |
| 1987 | 62,74 | 19,76 | 4,68  | CDU  | 0,39  | 4,44  | 1,05     |       |      |       |      |     |         |   |    |    |
| 1991 | 65,39 | 22,56 | 3,20  | CDU  |       | 2,81  | 0,47     | 1,27  |      |       |      |     |         |   |    |    |
| 1995 | 49,30 | 36,93 | 6,81  | CDU  | 0,38  | 2,13  |          | 0,51  |      |       |      |     |         |   |    |    |
| 1999 | 46,95 | 40,81 | 6,12  | CDU  |       | 2,19  | 0,40     | 0,45  |      |       |      |     |         |   |    |    |
| 2002 | 53,96 | 32,61 | 7,85  | CDU  | 1,57  |       | 0,57     |       |      |       |      |     |         |   |    |    |
| 2005 | 40,50 | 44,59 | 6,38  | CDU  | 2,29  | 1,90  |          |       |      |       |      |     |         |   |    |    |
| 2009 | 34,85 | 45,97 | 8,22  | CDU  | 2,18  | 4,63  |          |       |      |       |      |     |         |   |    |    |
| 2011 | 46,77 | 36,47 | 6,99  | CDU  | 2,50  | 1,81  | 0,45     |       |      |       |      |     |         |   |    |    |
| 2015 | CDS   | 36,36 | PSD   | CDU  | 3,16  | 5,33  | 0,49     | 47,33 | 0,41 |       |      |     |         |   |    |    |
| 2019 | 35,42 | 40,54 | 3,93  | CDU  | 2,44  | 6,20  | 1,56     |       | 0,47 | 0,51  | 0,34 |     |         |   |    |    |
| 2022 | 34,95 | 44,76 | 2,12  | CDU  | 1,81  | 2,64  | 0,49     | 0,22  | 7,96 | 1,81  |      |     |         |   |    |    |
| 2024 | AD    | 31,89 | AD    | CDU  | 36,42 | 1,67  | 2,06     | 0,70  | 1,25 | 18,06 | 1,98 |     |         |   |    |    |

## Património
- Pelourinho de Gouvães do Douro
- Pelourinho de Provesende

## Personalidades ilustres
- António Teixeira de Sousa
- Conde de Sabrosa
- Lopo Vaz de Sampaio e Melo (político)
- Emanuel (cantor)